# Serie A (Schweiz)
Die Serie A war in den Jahren 1937 bis 1947 die zweithöchste Eishockeyspielklasse in der Schweiz. Anschließend wurde die Liga durch die Nationalliga B abgelöst.

## Titelträger
(soweit bekannt)
- 1938: EHC Arosa[1]
- 1941: EHC Arosa[2]
- 1945: Young Sprinters Neuchâtel[3]
- 1946: HC Château-d’Oex[4]
- 1947: EHC Basel-Rotweiss II[5]